# Marin Molliard
Marin Molliard est un botaniste français né le 8 juin 1866 à Châtillon-Coligny (Loiret) et mort le 24 juillet 1944 à Paris.

## Biographie
Il entre en 1888 à l’École normale supérieure où il obtient ses licences de mathématiques (1889), de physique (1890) et de sciences naturelles (1891). Agrégé de sciences naturelles en 1892, il devient préparateur dans ce même établissement. Il devient chef de travaux à la faculté des sciences de Paris (1894) et obtient son doctorat (1895) avec une thèse intitulée Recherches sur les cécidies florales.
Il se marie en 1893 avec Marthe Debray, fille d’un professeur de chimie à la faculté des sciences de Paris, Henri Debray (1827-1888). De cette union naîtront deux enfants.
Il devient maître de conférences en botanique (1902), chargé de cours annexe (1907), professeur adjoint (1910), professeur de physiologie végétale (1913) et doyen (1920). En 1922, il est maître de conférences à l’École normale de Saint-Cloud. Il prend sa retraite en 1936 et est fait professeur honoraire en 1937.
Molliard devient membre de l’Académie des sciences (1923) et de l’Académie d'agriculture (1937). Il est membre de diverses sociétés savantes comme la Société botanique de France (dont il est président en 1923), la Société mycologique de France, etc. Il fait paraître un livre sur la Nutrition de la plante (1923-1927) et La Forme des végétaux et le milieu (1946).

## Source
- Christophe Charle et Eva Telkes (1989). Les Professeurs de la Faculté des sciences de Paris. Dictionnaire biographique (1901-1939), Institut national de recherche pédagogique (Paris) et CNRS Éditions, collection Histoire biographique de l’Enseignement : 270 p.  (ISBN 2-222-04336-0)